# Stowarzyszenie Geodetów Polskich
Stowarzyszenie Geodetów Polskich (SGP) – polska organizacja pozarządowa; zrzeszenie o charakterze naukowo-technicznym i zawodowym. Organizacja przyjęła obecną nazwę w 1953.
Prezesem Stowarzyszenia jest Janusz Walo.
Stowarzyszenie zrzesza osoby fizyczne będące geodetami mającymi dyplom ukończenia studiów geodezyjnych lub dyplom technika-geodety, a także studentów kierunków geodezyjnych poczynając od trzeciego roku studiów.
W ramach SGP działa Polskie Towarzystwo Fotogrametrii i Teledetekcji. Jest ono kontynuatorem Polskiego Towarzystwa Fotogrametrycznego.

## Cele Stowarzyszenia
- współdziałanie z właściwymi jednostkami w zakresie rozwoju techniki i produkcji, wdrażanie osiągnięć naukowo-technicznych w dziedzinie geodezji i kartografii oraz w zakresie bhp, ochrony pracy i zawodu, a ponadto szkolenia kadr,
- podnoszenie poziomu wiedzy, kultury technicznej i kwalifikacji oraz kształtowanie właściwego poziomu etyki zawodowej członków Stowarzyszenia,
- popularyzacja w społeczeństwie zagadnień technicznych i ekonomicznych z dziedziny geodezji i kartografii,
- inicjowanie, popieranie i prowadzenie wymiany doświadczeń organizacyjnych i naukowo-technicznych z zagranicą,
- reprezentowanie w kraju i za granicą inżynierów i techników zrzeszonych w SGP.

## Prezydium Zarządu Głównego
Skład Prezydium Zarządu Głównego w 2022 roku:
- Janusz Walo – Prezes Stowarzyszenia Geodetów Polskich
- Marian Brożyna – Wiceprezes
- Tomasz Malinowski – Wiceprezes
- Ludmiła Pietrzak – Wiceprezes
- Jerzy Machlański – Skarbnik
- Barbara Kosińska – Sekretarz Generalny.

## Oddziały
Białystok, Bydgoszcz, Gdańsk, Gorzów Wielkopolski, Kalisz, Katowice, Kielce, Koszalin, Kraków, Krosno, Legnica, Lublin, Łódź, Olsztyn, Opole, Ostrołęka, Poznań, Rzeszów, Suwałki, Szczecin, Toruń, Warszawa, Wrocław i Zielona Góra.

## Historia
Pierwszą formalną organizacją zrzeszającą geodetów na ziemiach polskich można uznać „Związek Geometrów”, powstały w Warszawie w 1916 roku. Pierwszy Powszechny Zjazd Mierniczych Polskich odbył się w Warszawie w dniach 4–6 stycznia 1919. Nazwy organizacji wielokrotnie zmieniały się na przestrzeni lat: Związek Mierniczych Polskich (1925), Związek Mierniczych Przysięgłych (1926), Związek Mierniczych Rzeczypospolitej Polskiej (1945), Stowarzyszenie Geodetów Polskich, SGP (1953).
We wrześniu 1948 roku Zarząd Główny podjął decyzję przystąpienia Związku Mierniczych Rzeczypospolitej Polskiej do Naczelnej Organizacji Technicznej. Decyzję tę zaaprobował Zjazd Delegatów w 1949 roku. W 1953 roku VII Zjazd Delegatów ZMRP dokonał zmiany nazwy związku na Stowarzyszenie Geodetów Polskich.